# Heinrich von der Goltz

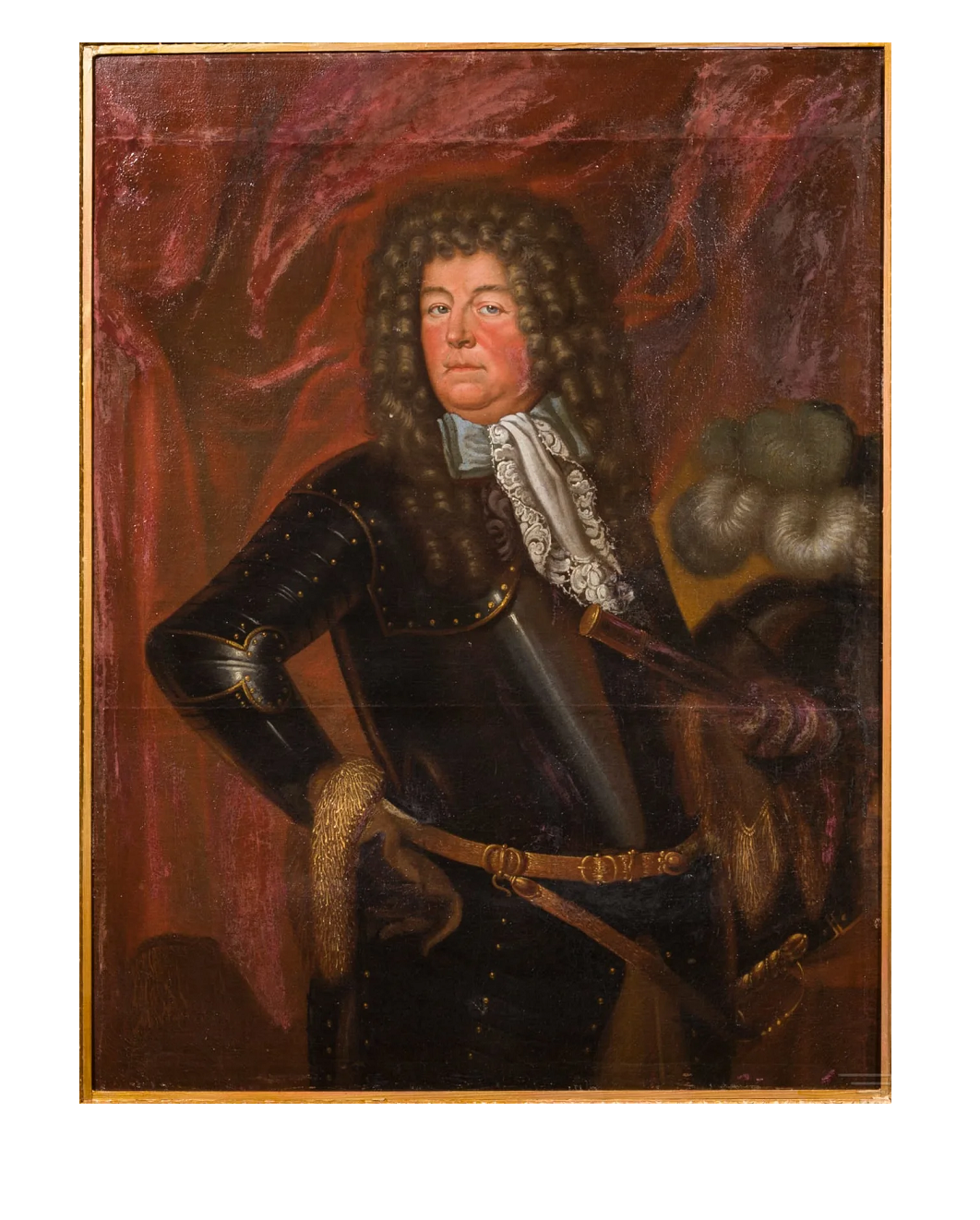
Heinrich von der Goltz

Freiherr Heinrich von der Goltz (* 10. Dezember 1648 in Klausdorf; † 2. Juli 1725 ebenda) war ein kurbrandenburgischer Generalmajor, königlich-polnischer und kursächsischer Generalleutnant sowie russischer Feldmarschall-Leutnant.

## Leben
Heinrich von der Goltz war der Sohn des Hauptmanns Konrad Reimar von der Goltz und dessen Ehefrau Ida von Dewitz. Konrad Reimar von der Goltz war kaiserlicher Hauptmann im Regiment des Generalfeldzeugmeisters Martin Maximilian von der Goltz. Der Generalfeldmarschall Joachim Rüdiger von der Goltz war Heinrichs Vetter.
Von der Goltz wurde die ersten Jahre zu Hause erzogen. Im Jahre 1663 kam er zu den Jesuiten nach Polen, wo er die nächsten fünf Jahre studierte. 1672 wurde er Fähnrich im kurbrandenburgischen Regiment zu Fuß seines Vetters. Er nahm an dem Feldzug gegen Frankreich teil und stieg bis zum Frieden von Nimwegen 1679 bis zum Hauptmann der Leibgarde auf. 1685 wurde er Major. Als 1688 wieder Brandenburger Truppen für die Holländer ins Feld rückten, wurde er Oberstleutnant.
1689 war er Kommandant von Cochem an der Mosel als die Franzosen unter Marschall Boufflers die Stadt angriffen. Die 1600 Mann Reichstruppen wehrten sich tapfer, aber die Stadt fiel am 25. August 1689 nach dem vierten Sturm. Die Franzosen verloren über 2000 Mann und rächten sich bei der Plünderung der Stadt, wobei über 400 Einwohner getötet wurden.
1690 nahm an der Schlacht bei Fleurus teil und wurde am Fuß verwundet. 1691 wurde er als Oberst Kommandeur des Regiments Markgraf Philipp. Nach dem Frieden von Rijswijk 1697 führte er die Truppen als ältester Oberst nach Brandenburg zurück.
August II. von Kursachsen-Polen bot ihm 1702 die Stelle eines Generalmajors und ein Infanterie-Regiment. Aber der preußische König Friedrich I.  wollte ihn nicht ziehen lassen und machte ihn selber zum Generalmajor, kurz darauf auch – auf wiederholtes Gesuch der Stadt – zum Kommandanten von Danzig. Diese Stellung behielt er bis 1707. König August II. ernannte Goltz 1705 zum königlich-polnischen und kursächsischen Generalleutnant, Felddienst machte er aber nie.
Aber auch Russland kämpfte im großen Nordischen Krieg und suchte erfahrene Militärs. So bot ihm Zar Peter 1707 die Stelle als Generalfeldmarschallleutnant an und er sagte zu. Nun kämpfte er mit der russischen Armee gegen die Schweden. Er kommandierte in der Schlacht von Golowtschin (14. Juni 1708) neben General Anikita Iwanowitsch Repnin die Truppen. In der Schlacht bei Podkamin schlug er den Starosten Bobrinski. Es heißt, er machte reiche Beute und verfolgte seine Feinde unter Riovski bis nach Ungarn. 1710 fiel er aber in Ungnade, als er den Marsch den schwedischen Generals Krassau von Polen nach Schwedisch-Pommern nicht verhinderte. Er wurde von 30 Reitern gefangen gesetzt und sollte nach Moskau gebracht werden, konnte aber wieder entkommen und sich 1712 mit dem Zaren aussöhnen. Er zog sich 1713 auf seine Güter zurück. Von der Goltz wurde 1719 zum Direktor der in Danzig tagenden Generalsynode der protestantischen Dissidenten von Groß- und Kleinpolen und Litauen gewählt.

## Familie
Er war mit Elisabeth Dorothea von der Goltz (* 8. Juni 1665; † 3. November 1700) verheiratet. Sie war die Tochter von Balthasar von der Goltz (* 25. April 1610; † 14. Februar 1688) und Anna Catharina von Rauschke (* 1. August 1630; † 18. März 1699). Das Paar hatte mehrere Kinder.
- Ida Catharina (* 16. November 1684; † 15. September 1759) ⚭ Franz Eccard von der Goltz (* 5. Februar 1669; † 9. September 1728)
- Heinrich (* September 1685; † April 1765)[3] ⚭ Hedwig Margarethe von Dorpusch-Dorpowska († 21. Dezember 1763), Eltern der polnischen Generale August Stanislaus von der Goltz und Georg Wilhelm von der Goltz

## Weblink
- Stammbaum